# Grandisonia brevis
Grandisonia brevis es una especie de anfibio gimnofión de la familia Caeciliidae.
Es endémica de las Islas Seychelles: se halla en la isla de Silhouette por encima de los 100 m de altitud, y en la de Mahé por encima de los 400.